# Agence royaliste de Paris
L'Agence royaliste de Paris, aussi connue sous le nom d'Alliance royaliste, de Comité de Paris ou plus particulièrement de « manufacture », est une organisation secrète et un service de renseignements contre-révolutionnaire français fondé par le comte d'Antraigues en 1790. Basés à Paris, ses agents renseignent d'Antraigues qui restitue ensuite les nouvelles aux différentes puissances européennes ainsi qu'aux comtes d'Artois et de Provence. Le réseau gagne en influence jusqu'en 1794. Mais, avec le renforcement du pouvoir révolutionnaire, l'agence perd en fiabilité et en régularité. D'Antraigues perd peu à peu sa crédibilité auprès de ses prestigieux destinataires. C'est finalement l'exécution de l'un de ses principaux membres, Pierre-Jacques Le Maître, qui marque la fin de l'aventure en novembre 1795.

## Histoire du réseau

### Fondation

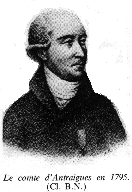
Le comte d'Antraigues en 1795.

Sans doute compromis dans l'affaire du marquis de Favras — fondateur d'un complot visant à assassiner le Premier ministre Jacques Necker, le commandant de la garde nationale La Fayette et le maire de Paris Jean Sylvain Bailly —, le comte d'Antraigues juge prudent de quitter la France le 27 février 1790, soit une semaine après l'arrestation et l'exécution de Favras. Il part alors pour Lausanne, puis pour Mendrisio, à la frontière italienne.
C'est là qu'il jette les bases de son premier réseau, qui a alors pour principale mission de renseigner l'Espagne. Dans une lettre datant de 1804, le comte d'Antraigues affirme agir sur ordre du roi Louis XVI.
L'objectif est de puiser des renseignements en France et de les transmettre à Simon de Las Casas, ambassadeur d'Espagne à Venise. D'Antraigues crée alors à Paris son réseau de renseignement, qu'il intitule d'abord l'« agence de Paris », puis la « manufacture ». Les trois premiers agents du réseau sont le chevalier des Pommelles, Pierre-Jacques Le Maître et Duverne de Presle qui collaborent déjà au Journal général de l'abbé de Fontenai.

### Une influence croissante

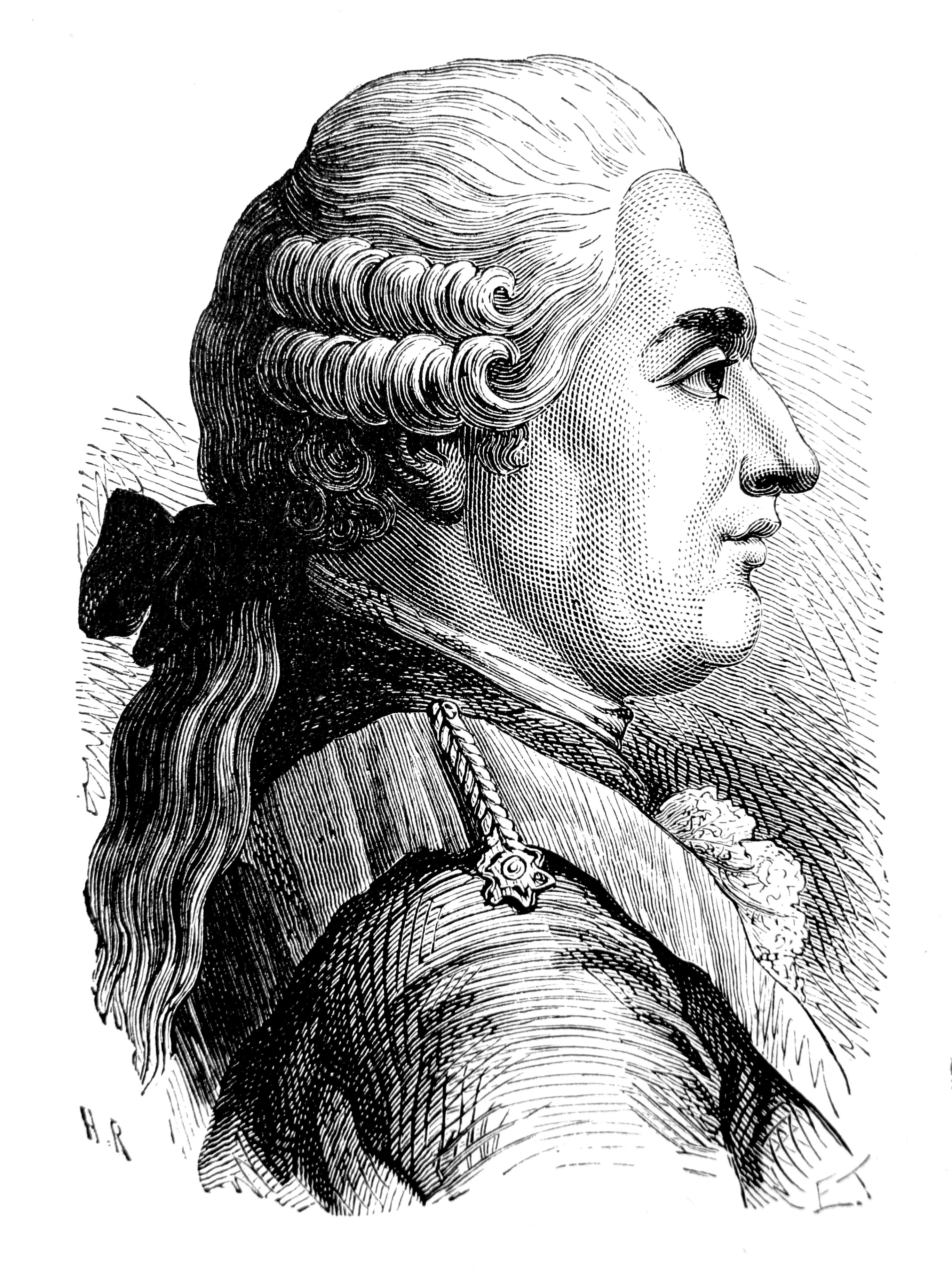
Le comte de Provence, régent du Royaume et futur roi Louis XVIII, est l'un des destinataires de l'agence.

Les trois agents se réunissent dans les locaux du Journal général ou chez l'imprimeur Louis-François de la Tour, à Saint-Brice-sous-Forêt. Durant ces réunions, ils écrivent les lettres destinées au comte d'Antraigues, qui les recopie, les modifie et les envoie à l'ambassadeur d'Espagne à Venise. La rédaction des lettres se fait initialement de manière claire mais, rapidement, elles prennent la forme de lettres commerciales sans intérêt dont les lignes sont très espacées. Entre celles-ci, les nouvelles politiques sont écrites à l'encre invisible, c'est-à-dire du jus de citron
Les agents récoltent les renseignement de plusieurs manières. Tout d'abord par la presse, qui reste libre jusqu'à la journée du 10 août 1792. Puis par les conversations recueillies dans les cafés, les clubs et les salons. Et enfin, par leurs contacts avec des personnalités « bien renseignées » comme le chanoine Jean Maydieu, ancien précepteur d'Antraigues et vicaire général de Troyes ; François-Nicolas Sourdat, ancien lieutenant général de police de Troyes, Jean-Félix Faydel, député du Quercy à la Constituante ; l'abbé Ratel, ami du comte d'Antraigues ou encore un dénommé Besnard, que le comte avait fait entrer dans les bureaux de la Constituante, puis qui passa dans ceux du ministère de la Guerre.
Le réseau s'étend peu à peu. En 1792, le comte d'Artois s'ajoute à l'ambassade d'Espagne comme destinataire. Le gouvernement espagnol décide de les rémunérer dès le 8 octobre 1791. Le réseau peut alors engager l'abbé Brotier et, peut-être, le député Barthélemy Sautayra.
Après la déclaration de guerre au roi de Bohême et de Hongrie en avril 1792, la « manufacture » passe dans la clandestinité et doit redoubler de précaution pour que sa correspondance avec le comte d'Antraigues ne soit pas interceptée. Les révolutionnaires entrant petit à petit en guerre avec toutes les puissances européennes, celles-ci souhaitent avoir des renseignements sur ce qui s'y passe. D'Antraigues devient alors le chef d'une énorme entreprise d'espionnage qu'il dirige depuis Mendrisio, en Suisse, où il réside jusqu'à l'été 1794
En juillet 1794, d'Antraigues s'installe à Venise, qui devient le nouveau centre du réseau d'espionnage. Il renseigne en plus le comte de Provence, proclamé régent et installé à Vérone. Il renseigne également l'Angleterre par l'intermédiaire de Francis Drake, ou encore la Russie, Naples et Lisbonne. En septembre 1794, l'agence compte seize collaborateurs qui se réunissent pour rédiger un bulletin dans lequel ils publient leurs nouvelles sous la direction de Pommelles. À ce bulletin, sont ajoutés des documents écrits au jus de citron ou avec un produit chimique.

### Difficultés et fin

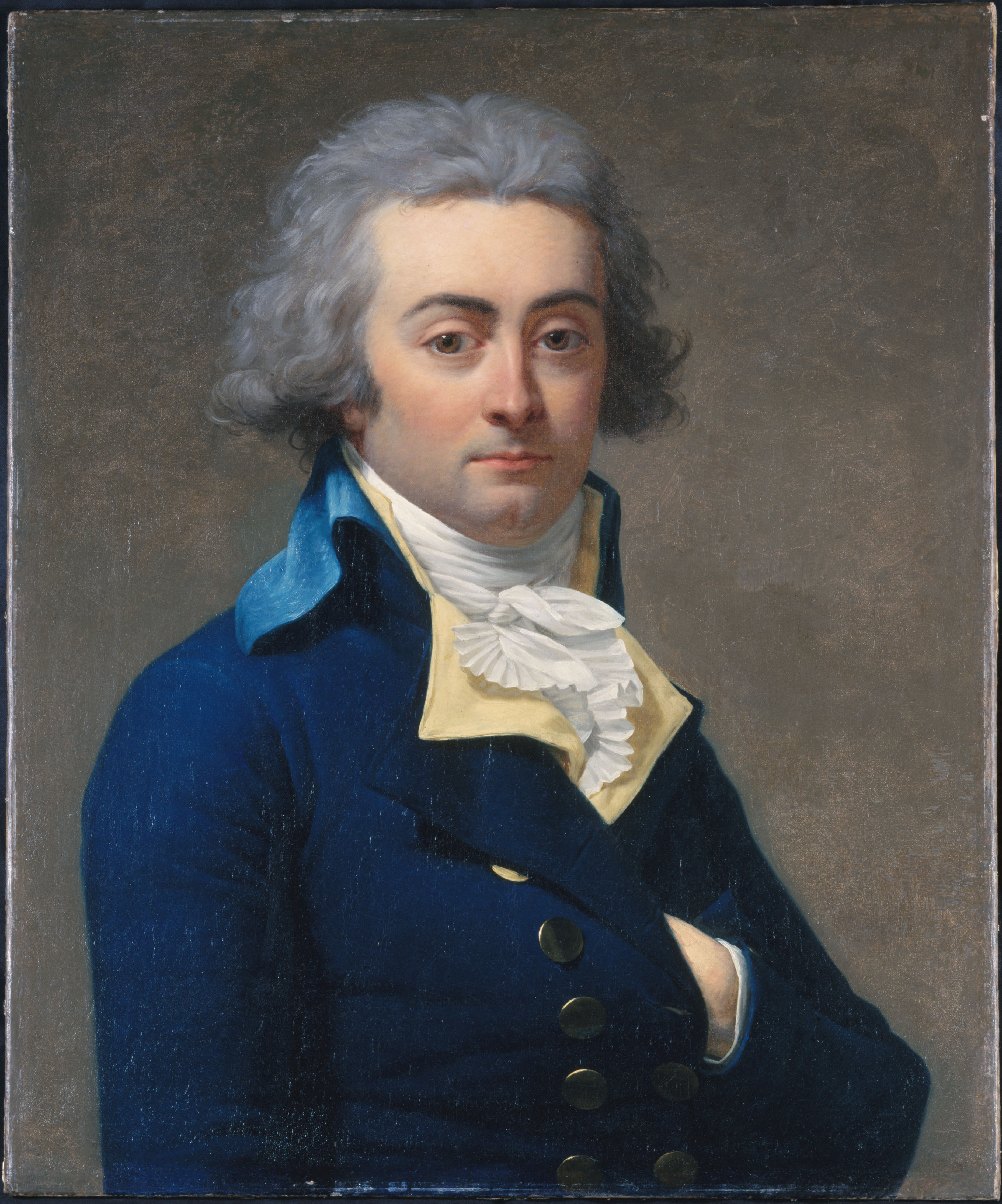
Les affabulations du comte ont parfois une portée inattendue. Après la publication de faux procès verbaux du Comité de salut public, les députés se croient trahis par Hérault de Séchelles, qu'ils font ainsi guillotiner.

Le procédé d'écriture est médiocre et souvent l'encre apparaît de suite ou, à l'inverse, reste illisible au destinataire.
Un porteur mène les lettres de Paris à Bâle, où elles sont postées. Dans les cas où le procédé fonctionne, la révélation est visible pendant très peu de temps. d'Antraigues doit alors dicter son message immédiatement à son complice nommé Leroi, puis à l'abbé Dufour. Parfois, l'information est codée, il faut alors la déchiffrer. D'Antraigues doit ensuite rédiger plusieurs synthèses personnalisées qu'il envoie à ses destinataires respectifs.
L'Agence de Paris réussit à rester inconnue des nombreux services de police créés par le gouvernement révolutionnaire. Ses membres prennent des pseudonymes ou se font désigner des chiffres et des lettres. Le Maître se fait appeler Letraime, Boissy ou encore Le Juif ; Pommelles Thibaut ou le Caporal ; l'abbé Brotier QQ ou 99 ; Sourdat BB ; Mme de Rivière RR et Duverne de Presle Dunan. Les destinataires prennent eux-aussi des pseudonymes : d'Antraigues se fait appeler Marco Filiberti ou Savoniano tandis que l'abbé Delarenne se fait appeler Gregorio Letoni.
Dès le 10 août 1792, les révolutionnaires mènent la chasse aux espions. La tâche de ces derniers devient très difficile. Faute de renseignements sûrs, ils inventent et d'Antraigues, manquant d'esprit critique, diffuse leurs fausses informations. Le Maître est arrêté après avoir été signalé comme fréquentant des « aristocrates » et pour s'être abstenu de participer aux fêtes révolutionnaires. Dès lors, l'abbé Brotier et Pommelles se cachent et la correspondance avec d'Antraigues se fait plus rare. En juin 1794, c'est Sourdat qui est décrété d'arrestation mais il arrive à s'échapper. Le 15 septembre, après la chute de Robespierre, Le Maître est libéré. La rédaction des bulletins reprend alors sa régularité. Mais, pendant la Terreur, malgré son absence de liens avec ses « amis de Paris », d'Antraigues n'a cessé d'envoyer de faux bulletins à ses destinataires, perdant ainsi sa crédibilité.
En octobre 1795, après que l'abbé Brotier et Le Maître ont participé à l'insurrection royaliste du 13 vendémiaire an IV, ce dernier et sa femme sont arrêtés et leur appartement perquisitionné. La correspondance est retrouvée entre deux matelas. L'abbé Brotier est lui-aussi arrêté. Les noms de la plupart des membres du réseau sont rapidement découverts. Le Maître est guillotiné le 9 novembre. La « manufacture » cesse ainsi d'exister. Les anciens membres continuent toutefois à lutter individuellement contre la République. Brotier et La Villeheurnois sont arrêtés en 1797 et déportés à Cayenne, où ils meurent l'année suivante. Duverne de Presle est banni et s'exile aux Canaries jusqu'au Consulat. Pommelles et le baron de Poli sombrent dans un anonymat complet. Sourdat devient un agent double de Bonaparte. Enfin, d'Antraigues tente de former une nouvelle agence connue sous le nom de « réseau Montgaillard ». Il sera finalement assassiné dans des circonstances obscures en juillet 1812.